# Parte reale
In matematica la parte reale di un numero complesso {\displaystyle z} è il primo elemento della coppia ordinata di numeri reali che rappresentano {\displaystyle z}, cioè se {\displaystyle z=(x,y)} o, equivalentemente, {\displaystyle z=x+iy}, allora la parte reale di {\displaystyle z} è {\displaystyle x}. Viene indicata col simbolo {\displaystyle \mathrm {Re} (z)} oppure {\displaystyle \Re (z)}.
La funzione complessa che associa {\displaystyle z} alla sua parte reale non è olomorfa.
In termini di complesso coniugato {\displaystyle {\bar {z}}}, la parte reale di {\displaystyle z} è uguale a {\displaystyle z+{\bar {z}} \over 2}.
Per un numero complesso in forma polare, {\displaystyle z=(r,\theta )} o, equivalentemente, {\displaystyle z=r(\cos \theta +i\sin \theta )}. Dalla formula di Eulero segue che {\displaystyle z=re^{i\theta }}, e quindi che la parte reale di {\displaystyle re^{i\theta }} è {\displaystyle r\cos \theta }.
A volte i calcoli con funzioni reali periodiche come le correnti alternate e i campi elettromagnetici sono semplificati scrivendo le funzioni come parti reali di funzioni complesse. Si veda, per esempio, la voce impedenza elettrica.